# Ложь (фильм)
«Ложь» (другие названия — «Шоссе на Лонг-Айленд», «Лонг-Айлендская магистраль»; англ. L.I.E. (Long Island Expressway) — американский независимый фильм 2001 года выпуска. В фильме рассказывается о взаимоотношениях между пятнадцатилетним Хауи, и педофилом по прозвищу «Большой Джон». Название фильма является акронимом для Шоссе Лонг-Айленда.
Режиссёр фильма, Майкл Куэста, считает, что его фильм об исследовании сексуальности.
В фильме снимались Пол Франклин Дано в роли Хауи и Брайан Кокс в роли Большого Джона.

## Сюжет
Хауи Блитцер — пятнадцатилетний подросток, предоставленный самому себе. Недавно в автоаварии на шоссе Лонг-Айленда погибла его мать. Марти, отец Хауи, больше занят проворачиванием мошеннических схем в строительном бизнесе, чем общением с сыном. Вскоре после смерти матери Хауи он приводит домой молодую любовницу, и отношения между ним и сыном становятся ещё хуже. Лучшим и единственным другом Хауи является Гэри Террио, несовершеннолетний преступник и хастлер. Гэри тянет к Хауи, но Хауи не уверен в своей ориентации. У них есть пара приятелей их же возраста. Один из них, Кевин (Джеймс Коста), имеет инцестную связь со своей сестрой. Хауи и Гэри регулярно прогуливают школу, занимаются ничегонеделанием, а также периодически обворовывают дома в своем районе.
Однажды вечером они забираются в дом уважаемого ветерана войны во Вьетнаме Большого Джона Харригана во время празднования его дня рождения. Гэри прекрасно ориентируется в доме; как выясняется позже, Большой Джон — один из его постоянных клиентов. Большой Джон обнаруживает их и в погоне отрывает задний карман на брюках Хауи. Однако им удается сбежать, прихватив пару пистолетов, привезённых Большим Джоном с войны.
На следующий день Гэри и Хауи забавляются с пистолетами, и Хауи узнает, что Гэри намерен продать свой пистолет и на вырученные деньги уехать в Калифорнию.
Джон находит Гэри и заставляет его назвать имя сообщника. Он знакомится с Хауи в небольшом ресторанчике, притворившись знакомым его матери. Джон предлагает Хауи подвезти его домой, и Хауи, под впечатлением от машины Джона, соглашается. В машине Джон показывает Хауи оторванный карман и требует возвратить пистолеты. Хауи отправляется в комнату Гэри, но там он обнаруживает лишь один пистолет. Получив оружие обратно, Джон требует 1000 долларов, как компенсацию за второй пистолет. Хауи предлагает отработать требуемую сумму. Джон намекает Хауи какого рода отработка его бы устроила. Хауи, в ответ, быстро покидает дом. Вместе с Джоном в доме проживает его девятнадцатилетний любовник по имени Скотт. Скотт спрашивает Джона: «Тебе самому-то за себя не стыдно»? «Стыдно, мне всегда стыдно», — отвечает Джон. Гэри, тем временем, похищает деньги у отца Хауи и уезжает в Лос-Анджелес. Отъезд Гэри, двойственные воображаемые образы, запутанные отношения с Джоном вызывают ещё больший беспорядок в мыслях Хауи о своей собственной сексуальной идентификации.
Между Джоном и Хауи возникает что-то вроде тесной дружбы, но без сексуальных отношений. Джон позволяет Хауи поводить машину, они разговаривают о различных вещах. Джон обнаруживает, что Хауи очень сильно отличается от парней, с которыми ему последнее время приходилось иметь дело. И он, привыкший к общению с проституирующими юнцами, сам начинает путаться в своих желаниях. Кем ему лучше быть для Хауи — любовником или просто старшим товарищем. Тем временем отца Хауи арестовывают за мошенничество. Джон предлагает Хауи побыть временно у него, а Скотта просит пожить несколько дней в мотеле. Скотт подчиняется, но его отношения с Джоном полностью испорчены.
На следующий день Джон отвозит Хауи повидаться с отцом в тюрьме. Отец извиняется за то, что бил его, и обещает проводить с ним больше времени, когда выйдет из тюрьмы. Джон подвозит Хауи домой, а сам отправляется на хастлерскую точку. Скотт, возненавидев Джона за то, что тот его бросил, отправляется рассчитаться с ним. При встрече он убивает Джона из пистолета.
В финальной сцене Хауи смотрит на Лонг-Айлендское Шоссе и клянётся, что не позволит ему убить себя.

## В Ролях
| Актёр             | Роль                  |
| ----------------- | --------------------- |
| Брайан Кокс       | Большой Джон Харриган |
| Пол Франклин Дано | Хауи Блитцер          |
| Билли Кэй         | Гэри Террио           |
| Брюс Олтмен       | Марти Блитцер         |
| Уолтер Мастерсон  | Скотт                 |
| Джеймс Коста      | Кевин Коул            |
| Адам Лефевр       | Эллиот                |
| Тони Донелли      | Брайан                |
| Б. Констанс Бэрри | Энн Харриган          |
| Глэдис Дано       | Сильвия Блитцер       |

## Рейтинг
MPPA изначально выдала фильму рейтинг NC-17, но позже прокатный вариант и полный вариант на DVD получили рейтинг R.
Такой рейтинг объяснялся наличием в фильме сцен секса с вовлечением подростков, употребления алкоголя и наркотиков, сквернословия, кратких сцен насилия.

## Награды и номинации
Фильм номинировался на премии и получил следующие призы:
Награды
- Премия Independent Spirit Award
  - Лучший Начинающий Актёр — Пол Дано
  - Лучший Продюсер — Рене Бастиан, Линда Моран, и Майкл Куэста

- Премия «Спутник»
  - Лучший Актёр Брайан Кокс

Номинации
- Премия Independent Spirit Award
  - Лучший Исполнитель Главной Роли — Брайан Кокс
  - Лучший актёр Второго Плана — Билли Кей
  - Лучший Первый Сценарий — Стивен М. Райдер, Майкл Куэста, Джеральд Куэста.
  - Лучший Режиссёр — Майкл Куэста
- Премия Американского Института Киноискусств
  - Лучший Исполнитель Мужской Роли — Брайан Кокс